# Bibliografie van de geschiedenis der Nederlanden
Er zijn verschillende bibliografieën van de geschiedenis der Nederlanden, onder andere als beredeneerde bibliografie bij handboeken en standaardwerken. Hieronder wordt die van Geschiedenis van de Nederlanden (2006) gegeven, een recent handboek op het gebied van de geschiedenis der Nederlanden.
Daarnaast bestaat er voor Nederland:
- Petit, L.D.; Ruys, H.J.A. (1907-1953): Repertorium der verhandelingen en bijdragen betreffende de geschiedenis des vaderlands, in tijdschriften en mengelwerken verschenen, Leiden;
- Buck, H. de (1979): Bibliografie der geschiedenis van Nederland, Utrecht.
- Lopende bibliografie: Digitale Bibliografie Nederlandse Geschiedenis (DBNG).

Voor historische studies over België bestaat er:
- Pirenne, H. (1931): Bibliographie de l'histoire de Belgique, Brussel.[1]
- Lopende bibliografie: Bibliografie van de geschiedenis van België in Belgisch Tijdschrift voor Filologie en Geschiedenis.

## Geschiedenis van de Nederlanden

### Handboek
Als handboek op het gebied van de geschiedenis der Nederlanden geldt anno 2010:
- Blom, J.C.H.; Lamberts, E. (red) (2006): Geschiedenis van de Nederlanden, HBuitgevers, Baarn.

Voor recensies van de nieuwste publicaties wordt verwezen naar:
- Bĳdragen en mededelingen betreffende de geschiedenis der Nederlanden, Nederlands Historisch Genootschap (NHG), Den Haag.

Als analytische inleiding in de historiografie geldt:
- Tollebeek, J.; Verschaffel, T.; Wessels, L.H.M. (2002): De palimpsest: geschiedschrijving in de Nederlanden 1500-2000, Uitgeverij Verloren.[2]

### Standaardwerken
Als standaardwerk worden twee werken genoemd, waarbij wordt aangeraden ook de oudere publicaties te raadplegen:
- Houtte, J.A. van; Niermeyer, (red.) (1949-1958): Algemene Geschiedenis der Nederlanden (AGN), Uitgeversmij W.de Haan / Standaard Boekhandel, Utrecht - Antwerpen;
- Blok, D.P. (red) et al (1977-1983): Algemene Geschiedenis der Nederlanden (AGN) of (NAGN), Fibula-Van Dishoeck, Haarlem.

### Overzichten
- Bornewasser, J.A. (1977): Winkler Prins Geschiedenis der Nederlanden, Amsterdam/Brussel;
- Kossmann, E.H. (2002): De Lage Landen 1780-1940. Twee eeuwen Nederland en België, Amsterdam/Antwerpen;
- Janssen, P. e.a. (red) (1996): De gouden delta der Lage Landen. Twintig eeuwen beschaving tussen Seine en Rijn, Antwerpen, Mercatorfonds.

### Natievorming
De zeer persoonlijke visie:
- Wils, L. (1992): Van Clovis tot Happart. De lange weg van de naties in de Lage Landen, Leuven/Apeldoorn, Garant;

Een oudere benadering:
- Geyl, P. (1961-1962): Geschiedenis van de Nederlandse stam, Amsterdam/Antwerpen;[3]

Een meer duurzame visie:
- Rogier, L.J. (1980): Eenheid en scheiding. Geschiedenis der Nederlanden 1477-1813, Het Spectrum, Utrecht/Antwerpen.

### Thematische benaderingen

#### Sociaal-economisch
- Houtte, J.A. van (1979): Economische en sociale geschiedenis van de Lage Landen, 800-1800, Haarlem;
- Mokyr, J. (1976): Industrialization in the Low Countries, 1795-1850, New Haven.

#### Religie
- Eijnatten, J. van en Lieburg, F. van (2005): Nederlandse religiegeschiedenis, Verloren, Hilversum.[2]

#### Kunsten
- Gelder, H.E. van (1963-1965): Kunstgeschiedenis der Nederlanden, Utrecht/Antwerpen;
- Heck, C. (2003): L'art flamand et hollandais : Le Siècle des primitifs, 1380-1520, Parijs;
- Dacosta Kaufmann, T. (2003):L'art flamand et hollandais, Belgique et Pays-Bas, 1520-1914, Citadelles & Mazenod , Parijs.

#### Theater
- Erenstein, R.L. (1996): Een theatergeschiedenis der Nederlanden. Tien eeuwen drama en theater in Nederland en Vlaanderen, Amsterdam University Press, Amsterdam.

#### Muziek
- Grijp, L.P. e.a. (red) (2001): Een muziekgeschiedenis der Nederlanden, Amsterdam University Press, Amsterdam.

#### Werkinstrumenten
- Jansen, H.P.H. (1999): Kalendarium, geschiedenis van de Lage Landen in jaartallen, Utrecht;
- Volmuller, H.W.J. (1981): Nijhoffs geschiedenislexicon Nederland en België, Nijhoff, Den Haag/Antwerpen.

### Nederland
Gedateerd, maar waardevol:
- Blok, P.J. (1892-1908): Geschiedenis van het Nederlandse volk, deels J.B. Wolters deels A.W. Sijthoff, Groningen/Leiden;
- Romein, J. en A. (1977): De lage landen bij de zee. Een geschiedenis van het Nederlandse volk, Den Haag-Antwerpen;
- Romein, J. en A. (1979): Erflaters van onze beschaving. Nederlandse gestalten uit zes eeuwen, Amsterdam.

#### Handboeken
- Delta : Nederlands verleden in vogelvlucht;
  - Boer, D.E.H., de; Boone, M.H. en Hessing, W.A.M. (1992): De Middeleeuwen, 300 tot 1500, Leiden/Antwerpen;
  - Groeneveld, S.; Schutte, G.J.; (1992): De Nieuwe Tijd: 1500 tot 1813, Leiden/Antwerpen;
  - Bank, J.T.M.; Huizinga, J.J.; Minderaa, J.T. (1993): De Nieuwste Tijd: 1813 tot heden, Groningen;
- Horst, H. van der (2005): Nederland, de vaderlandse geschiedenis van prehistorie tot nu, Prometheus, Amsterdam.

#### Cultuurgeschiedenis
- Nederlandse Cultuur in Europese Context;
  - Frijhoff, W.; Spies, M. (1999): 1650. Bevochten eendracht, Sdu Uitgevers, Den Haag;
  - Kloek, J.J.; Mijnhardt, W.W. (2001): 1800: Blauwdrukken voor een samenleving, Sdu Uitgevers, Den Haag;
  - Bank, J.T.M.; Buuren, M. van (2000): 1900. Hoogtij van burgerlijke cultuur, Sdu Uitgevers, Den Haag;
  - Schuyt, K.; Taverne, E. (2000): 1950: Welvaart in zwart-wit, Sdu Uitgevers, Den Haag;
  - Fokkema, D.; Grijzenhout, F. (2001): Rekenschap: 1650-2000, Sdu Uitgevers, Den Haag.

#### Buitenlandse overzichten
- Lademacher, H. (1983): Geschichte der Niederlande: Politik, Verfassung, Wirtschaft, Darmstadt;
- Lademacher, H. (1993): Die Niederlanden. Politische Kultur zwischen Individualität und Anpassung, Berlijn;
- Zahn, E. (1993): Das unbekannte Holland. Regenten , Rebellen und Reformatoren, München;
- Voogd, C. de (1992): Histoire des Pays-Bas, Parijs.

#### Religie
- Jong, O.J. de (1985): Nederlandse kerkgeschiedenis, Nijkerk;
- Knippenberg, H. (1992): De religieuze kaart van Nederland. Omvang en geografische spreiding van de godsdienstige gezindten vanaf de Reformatie tot heden, Assen;
- Rooden, P. van (1996): Religieuze regimes. Over godsdienst en maatschappij in Nederland, 1570-1990, Bert Bakker, Amsterdam;
- Blom, J.C.H.; Fuks-Mansfeld, R.G.; Schöffer, I. (red) (1995): Geschiedenis van de Joden in Nederland, Balans, Amsterdam.

#### Economie
- Stuijvenberg, J.H. van (1977): De Economische geschiedenis van Nederland, Wolters-Noordhoff, Groningen.
- J. de Vries en A. van der Woude (1995): Nederland 1500-1815, De eerste ronde van moderne economische groei, Uitgeverij Balans, ISBN 905018281X

#### Agrarisch
- Bieleman, J. (1992): Geschiedenis van de landbouw in Nederland 1500-1950. Veranderingen en verscheidenheid, Meppel.

#### Sociale zekerheid
- Gerwen, J van; Leeuwen, M.H.D. van (2000): Zoeken naar zekerheid. Risico's, preventie, verzekeringen en andere zekerheidsregelingen in Nederland 1500-2000, Den Haag/Amsterdam.

#### Immigratie
- Lucassen, J.M.W.G.; Penninx, R. (1994): Nieuwkomers, nakomers Nederlanders. Immigranten in Nederland 1550-1993, Amsterdam;
- Hart, M.C. 't; Lucassen, J.M.W.G.; Schmal, H. (1996): Nieuwe Nederlanders. Vestiging van migranten door de jaren heen.

#### Monarchie
- Tamse, C.A. (2002): Het huis van Oranje en andere politieke mythen, Amsterdam;
- Tamse, C.A. (red) (1977): Nassau en Oranje in de Nederlandse geschiedenis, Sijthoff, Alphen aan den Rijn.

#### Buitenlandse politiek
- Hellema, D. (1995): Buitenlandse politiek van Nederland, Aula, Utrecht.
- C.B. Wels (1972): Bescheiden betreffende de buitenlandse politiek van Nederland 1848-1919. Eerste periode, 1848-1870, Martinus Nijhoff, 's Gravenhage.
- J. Woltring (1962): Bescheiden betreffende de buitenlandse politiek van Nederland, 1848-1919. Tweede periode 1871-1898, Martinus Nijhoff, 's Gravenhage.
- C. Smit (1957): Bescheiden betreffende de buitenlandse politiek van Nederland 1848-1919. Derde periode, 1899-1919, Martinus Nijhoff, 's Gravenhage.
- J. Woltring (1976-): Documenten betreffende de buitenlandse politiek van Nederland 1919-1945. Periode A, 1919-1930, Martinus Nijhoff/Institituut voor Nederlandse Geschiedenis, 's Gravenhage/Den Haag.
- J. Woltring - W.J.M. Klaassen - B.G.J. de Graaff (1985-): Documenten betreffende de buitenlandse politiek van Nederland 1919-1945. Periode B, 1931-1940., Martinus Nijhoff/Institituut voor Nederlandse Geschiedenis, 's Gravenhage/Den Haag.
- A.F. Manning - A.E. Kersten - M. van Faassen - R.J.J. Stevens (1976-2004): Documenten betreffende de Buitenlandse Politiek van Nederland, Periode C, 1940-1945, Martinus Nijhoff/Institituut voor Nederlandse Geschiedenis, 's Gravenhage/Den Haag.[4]

#### Militair
- Bruijn, J.R.; Wels, C.B. (2003): Met man en macht, de militaire geschiedenis van Nederland 1550-2000, Balans, Amsterdam.

#### Expansie
- Goor, J. van (1994): De Nederlandse koloniën. Geschiedenis van de Nederlandse expansie, 1600-1975, SDU, Den Haag;
- Jong, J.J.P. de (1998): De waaier van het fortuin. Van handelscompagnie tot koloniaal imperium. De Nederlanders in Azië en de Indonesische archipel 1595-1950, SDU, Den Haag.

#### Indische Nederlanders
- Bosma, U.; Raben, R. (2003): De oude Indische wereld 1500-1920, Bert Bakker, Amsterdam;
- Meijer, H. (2004): In Indië geworteld. De twintigste eeuw, Bert Bakker, Amsterdam;
- Willems, W. (2001): De uittocht uit Indië 1945-1995, Bert Bakker, Amsterdam.

#### Bundelingen artikelen
- Schöffer, I. (1987): Veelvormig verleden. Zeventien studies in de vaderlandse geschiedenis, Amsterdam, De Bataafsche Leeuw;
- Kossmann, E.H. (1987): Politieke theorie en geschiedenis. Verspreide opstellen en voordrachten, Bert Bakker, Amsterdam;
- Kossmann, E.H. (1995): Vergankelijkheid en continuïteit: opstellen over geschiedenis, Bert Bakker, Amsterdam.

### België

#### Standaardwerk
- Pirenne, H. (1902-1932): Histoire de Belgique, Brussel.[5]

#### Overzicht
- Dhondt, J. (1968): Histoire de la Belgique, Parijs.

#### Vlaanderen
- Lamberty, M. (red) (1972-1977): Twintig eeuwen Vlaanderen, Hasselt;
- Witte, E. e.a. (1983): Histoire de Flandre des origines à nos jours, Brussel.

#### Wallonië
- Génicot, L. (red) (1973): Histoire de la Wallonie, Brussel;
- Hasquin, H. (red) (1977-1981): La Wallonie. Le pays et les hommes, Brussel.

#### Luxemburg
- Trausch, G. (1992): Histoire du Luxembourg, Hatier, Parijs.

#### Sociaal-economisch
- Wee, H. van der; Cauwenberghe, E. van (red) (1978): Productivity of Land and Agricultural Innovation in the Low Countries (1250-1800), Leuven;
- Morelli, A. (red) (1992): Histoire des étrangers et de l'immigration en Belgique de la préhistoire à nos jours, Brussel.

#### Religie
- Moreau, E. de (1945-1952): Histoire de l'Eglise en Belgique, Brussel.

#### Cultuurgeschiedenis
- Liebaers, H. e.a. (1985): Flemish art from the beginning till now, Antwerpen;
- Stiennon, J. (1988): De Roger de la Pasture à Paul Delvaux. Cinq siècles de peinture en Wallonië, Brussel.

#### Bibliografieën
Lopend:
- Belgisch Tijdschrift voor Filologie en Geschiedenis

Overzichten:
- Houtte, J.A. van; e.a. (1970): Un quart de siècle de recherche historique en Belgique 1944-1968, Brussel;
- Génicot, L. e.a. (1990): Vingt ans de recherche historique en Belgique 1969-1988, Brussel.

## Historisch Nieuwsblad
Jan Dirk Snel kwam in 2004 in het Historisch Nieuwsblad tot de volgende beredeneerde Top Vijftien van klassieke werken over de Nederlandse geschiedenis:
1. Huizinga, J. (1941): Nederland's beschaving in de zeventiende eeuw. Een schets
2. Israel, J.I. (1998): The Dutch Republic. Its Rise, Greatness, and Fall, 1477-1806
3. Romein, J.M.; Romein-Verschoor, A.H.M. (1938-1940): Erflaters van onze beschaving. Nederlandse gestalten uit zes eeuwen (4 delen)
4. Jong, L. de (1969-1991): Het Koninkrijk der Nederlanden in de Tweede Wereldoorlog (14 delen in 29 banden)
5. Fruin, R.J. (1857): Tien jaren uit den Tachtigjarigen Oorlog, 1588-1598
6. Geijl, P.C.A. (1930-1937): Geschiedenis van de Nederlandsche stam (3 delen)
7. Presser, J. (1965): Ondergang: De vervolging en verdelging van het Nederlandse Jodendom 1940-1945
8. Kossmann, E.H. (1976): De Lage Landen 1780-1940. Anderhalve eeuw Nederland en België. Vanaf 1986: De Lage landen 1780-1980. Twee eeuwen Nederland en België (2 delen)
9. Vries, J. de; Woude, A.M. van der (1995): Nederland 1500-1815. De eerste ronde van moderne economische groei
10. Deursen, A.T. van (1978-1980): Het kopergeld van de Gouden Eeuw (4 delen). Vanaf 1991: Mensen van klein vermogen. Het kopergeld van de Gouden Eeuw (één band)
11. Brugmans, I.J. (1925): De arbeidende klasse in Nederland in de 19e eeuw (1813-1870)
12. Fruin, R.J.; Colenbrander, H.T. (ed.) (1901): Geschiedenis der staatsinstellingen in Nederland tot den val der Republiek
13. Romein, J.M. (1934): De lage landen bij de zee. Geïllustreerde geschiedenis van het Nederlandsche volk van Duinkerken tot Delfzijl
14. Huet, C.B. (1882-1884): Het land van Rembrand. Studiën over de Noordnederlandsche beschaving in de zeventiende eeuw (2 delen)
15. Oostrom, F. van (1996): Maerlants wereld

## Verantwoording
Deze bibliografie is gebaseerd op:
- Blom, J.C.H.; Lamberts, E. (red) (2006): Geschiedenis van de Nederlanden, HBuitgevers, Baarn.